# Asako Tajimi
Asako Tajimi (多治見麻子?, Tajimi Asako; Mitaka, 26 giugno 1972) è un'ex pallavolista giapponese.
Giocava nel ruolo di centrale.

## Carriera
La carriera di Asako Tajimi inizia nelle giovanili delle Hitachi Belle Fille di Kodaira, club con il quale esordisce nel massimo campionato giapponese a partire dalla stagione 1991-92 e a cui resta legata per nove annate vincendo tre scudetti consecutivi e due tornei Kurowashiki; dal 1990 inoltre ottiene le prime convocazioni in nazionale, con cui arriva sul podio nel campionato asiatico e oceaniano, tra cui un argento nell'edizione 1993 e tre bronzi consecutivi dall'edizione 1995 al 1999.
Nella stagione 2001-02 passa al Pioneer Red Wings, dove rimane per dieci stagioni, con cui si aggiudica altri due scudetti e due coppe Kurowashiki; con la nazionale, oltre ad una medaglia di argento nell'edizione 2003 e una di bronzo nell'edizione 2005, vince la medaglia d'oro nell'edizione 2007 del campionato continentale: nel 2008 si ritira dall'attività internazionale.
Nella stagione 2011-12 viene ingaggiata dall'Hitachi Rivale, ma al termine del campionato annuncia il suo ritiro dall'attività agonistica.

## Palmarès

### Club
- Campionato giapponese: 5

1991-92, 1992-93, 1993-94, 2003-04, 2005-06
- Torneo Kurowashiki: 4

1993, 1994, 2003, 2005

### Nazionale (competizioni minori)
- Goodwill Games 1994

### Premi individuali
- 1993 - Grand Champions Cup: Miglior muro